# Laurent Bataille
Pour les articles homonymes, voir Bataille (homonymie).
Laurent Bataille, né le 1er août 1955, est un patron et entrepreneur français, il est le P-DG de la société industrielle picarde Poclain Hydraulics. 

## Biographie
Après une classe préparatoire effectuée à Stanislas, Laurent Bataille suit une formation d’ingénieur à l’ESTP et obtient en 1982 le MBA de l’université Columbia.
Laurent Bataille commence sa carrière chez Dumez Bâtiment avant de rejoindre Poclain Hydraulics en 1985 au poste de directeur des achats. Il devient directeur général en 1992, puis président-directeur général du groupe en 2002.
Il  est également membre du conseil d’administration de la Banque populaire Rives de Paris depuis 1997. Il en fut le vice-président  de janvier 2001 à mai 2014.
Il est élu en 2014 président des Entrepreneurs et dirigeants chrétiens (EDC).
Il est également engagé au sein du MEDEF et est président de l'IUMM de l'Oise,.

## Récompenses et distinctions
Laurent Bataille est récompensé en 2010 par le prix de la fondation Olivier-Lecerf pour son « management humaniste » lors de la crise de 2009.